# City Airport Train
City Airport Train (CAT) — експрес-поїзд, що сполучає міжнародний аеропорт Відень та центр Відня (залізнична станція Відень-Мітте) за 16 хвилин без проміжних зупинок.

## Основні факти

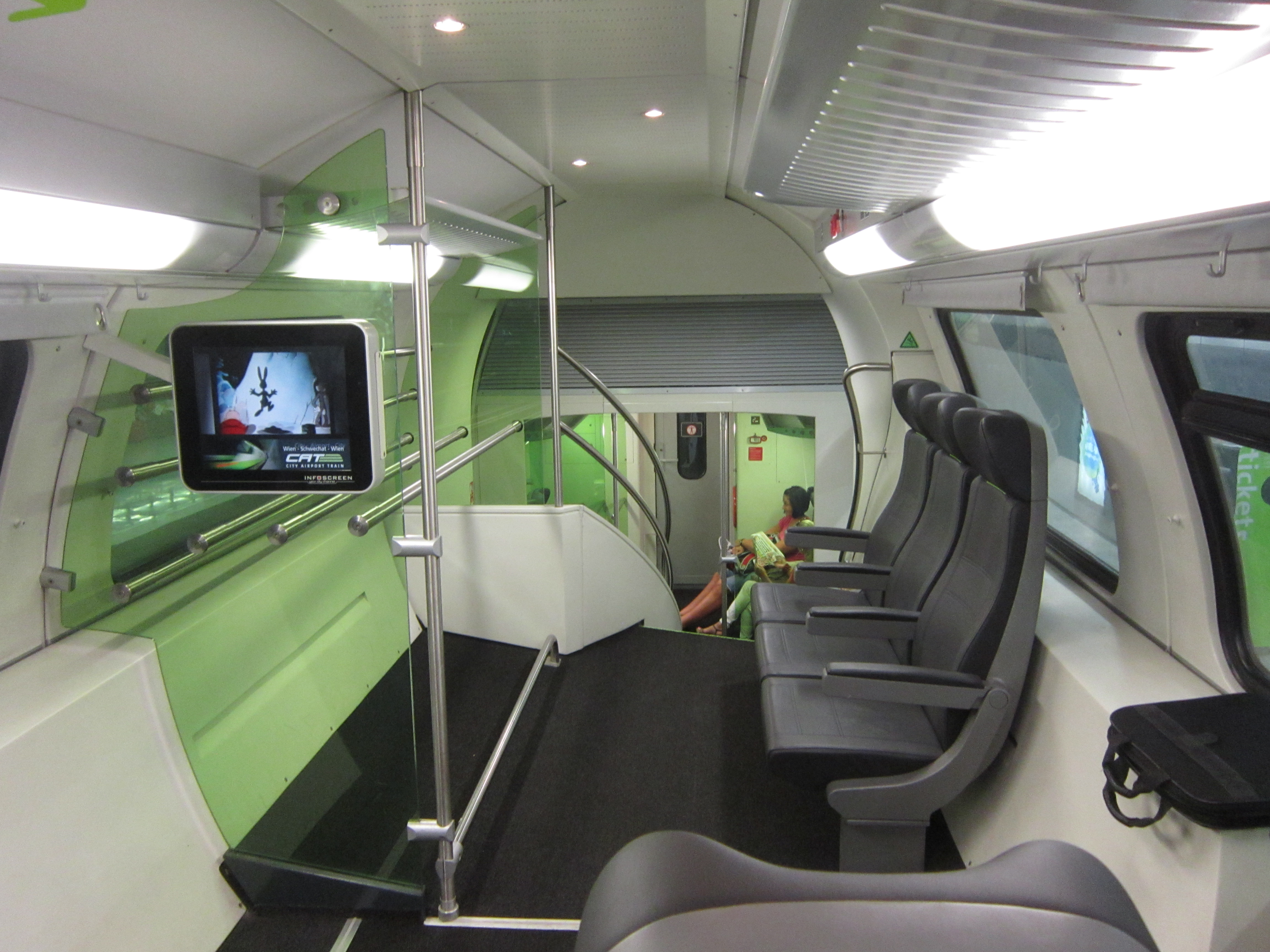
Інтер'єр поїзда

Компанія City Air Terminal Betriebsgesellschaft mbH, яка на 50,1% належить аеропорту Відень та на 49,9% Австрійським федеральним залізницям, була заснована у 2002 році для обслуговування експрес-потягів.
Потяги курсують між аеропортом і станцією Відень-Мітте щодня кожні пів години з 05:37 до 23:39. 
На приблизно 20-кілометровий маршрут CAT потребує 16 хвилин без проміжних зупинок. 
У 2019 фінансовому році було перевезено 1,7 мільйона пасажирів, що на 3% більше, ніж у 2018 році. 

## Станції
Зі станції аеропорт, а також у Відень-Мітте CAT вирушає зі спеціально призначених платформ.
У Відні пункт відправлення під назвою City Air Terminal розташований на першому поверсі торгового центру «Wien Mitte The Mall».

## Послуги
Пасажири можуть зареєструвати свій багаж у City Air Terminal на залізничній станції Відень-Мітте та отримати посадочні талони. 
City Air Terminal пропонує всі послуги термінала міжнародного аеропорту зі стійками реєстрації та кіосками самообслуговування. 
Ця послуга доступна від 24 годин до 75 хвилин до вильоту. 
Авіакомпанії, які пропонують реєстрацію: Austrian Airlines (крім рейсів до США, Канади та Азії), Brussels Airlines, Bulgaria Air, Croatia Airlines, Eurowings, Lufthansa, Luxair, People's, Swiss, TAP Air Portugal і Wizz Air. 

Квитки можна придбати в обох напрямках у співробітників CAT і в автоматах з продажу квитків, у поїзді (за додаткову плату) або заздалегідь онлайн. 
Комбінований квиток можна придбати для подальшої подорожі у Відні.
Вартість квитків становить 12 євро (в один бік) і 21 євро (в обидві сторони), онлайн-ціни – 11 і 19 євро.
Діти до 15 років подорожують безкоштовно. 
Для порівняння: звичайна ціна на звичайний поїзд ÖBB з аеропорту до Відня становить 4,30 євро.

## Рухомий склад
Станом на 2023 рік кожен склад поїзда CAT складається з трьох двоярусних вагонів Siemens Viaggio Twin, які буксуються моносистемним локомотивом ÖBB Class 1016. 
Усі вагони оснащені кондиціонерами , безкоштовним Wi-Fi, розетками на сидіннях, місцем для зберігання багажу та інформаційно-розважальною системою на борту. 
 
Раніше використовувалися локомотиви ÖBB Class 1014 і мультисистемні ÖBB Class 1116 .